# رابرتس ۳۴۲۸
سیارک ۳۴۲۸ (به انگلیسی: 3428 Roberts، نامگذاری:1952JH) سه هزار و چهارصد و بیست و هشتمین سیارک کشف‌شده‌است که در ۱ مه ۱۹۵۲ کشف شد.
قدر مطلق سیارک برابر ۱۲٫۰۰ است.